# ГЕС Шотань (Англефор)
ГЕС Шотань (Англефор) (фр. barrage de Motz) та фр. centrale d'Anglefort — гідроелектростанція на південному сході Франції. Входить до складу каскаду на річці Рона, знаходячись між ГЕС Сейсель (вище за течією) та ГЕС Бран-Віриньєн.
Під час спорудження станції, яке припало на 1979—1980 роки, ліву протоку Рони перекрили бетонною греблею Мо завдовжки 106 метрів, що складається з п'яти водопропускних шлюзів (можливо відзначити, що в муніципалітеті Мо з 1910-х років існує ще одна споруда з тією ж назвою, зведена на притоці Рони Фьєр для гідроелектростанції потужністю 35 МВт). Гребля Мо створює підпір протягом 5,6 км до розташованої вище ГЕС Сейсель, а також спрямовує основну частину води до правої протоки (каналу), на якій споруджена руслова будівля машинного залу (з лівого боку від неї також наявний резервний канал для перепуску води). Довжина підвідної частини каналу становить 5,3 км, після чого до злиття з лівою протокою йде відвідна частина протяжністю 3,3 км.
Машинний зал, розташований в муніципалітеті Англефор (навпроти муніципалітету Шотань з іншого боку Рони), обладнано двома бульбовими турбінами загальною потужністю 90 МВт, які при напорі у 17 метрів забезпечують виробництво 450 млн кВт·год електроенергії на рік.
Управління станцією здійснюється з диспетчерського центру для верхньої Рони, розташованого на ГЕС Женісья.